# Москера, Луис Эрнан
Луис Эрнан Москера Чаморро (исп. Luis Hernán Mosquera Chamorro; родился 25 мая 1989 года в Летисия, Колумбия) — колумбийский футболист, полузащитник клуба «Рионегро Агилас».

## Клубная карьера
Москера — воспитанник клуба «Мильонариос». 13 февраля 2010 года в матче против «Депортес Киндио» он дебютировал в Кубке Мустанга. 29 марта в поединке против «Санта-Фе» Луис забил свой первый гол за «Мильонариос». В 2011 году он помог клубу завоевать Кубок Колумбии, а через годы выиграть чемпионат. 14 февраля 2013 года в матче Кубка Колумбии против «Тигреса» Москера сделал хет-трик.
В начале 2016 года Луис перешёл в «Депортиво Пасто». 30 января в матче против «Онсе Кальдас» он дебютировал за новую команду.
Летом того же года Луис перешёл в «Рионегро Агилас». 9 июля в матче против «Форталеса Сипакира» он дебютировал за новую команду.

## Достижения
Командные
 «Мильонариос»
- Чемпионат Колумбии по футболу — Финалисасьон 2012
- Обладатель Кубка Колумбии — 2011